# Syncesia afromontana
Syncesia afromontana är en lavart som beskrevs av Ertz, Killmann, Sérus. & Eb. Fischer. Syncesia afromontana ingår i släktet Syncesia och familjen Roccellaceae.   Inga underarter finns listade i Catalogue of Life.